# Maderbauergraben
Der Maderbauergraben, auch Mahderbauergraben geschrieben, ist ein gut 1,9 Kilometer langer Waldbach im Gebiet der Marktgemeinde Semriach im Bezirk Graz-Umgebung in der Steiermark. Er entspringt im östlichen Grazer Bergland und mündet von rechts kommend in den Rötschbach.

## Verlauf
Der Maderbauergraben entsteht in einem Waldgebiet am Osthang des Draxlerkogels etwa 190 Meter westlich des Bauernhofes Hübler auf etwa 699 m ü. A.
Der Bach fließt anfangs in einem Rechtsbogen nach Süden, ehe er nach circa 260 Metern einen von rechts kommenden unbenannten Wasserlauf aufnimmt. Ab der Einmündung des Wasserlaufs folgt der Bach einem Südsüdostkurs. Nach etwa 170 Metern schwenkt er nordwestlich der Streusiedlung Schachen aber auf einen Kurs nach Südwesten. Nach rund 860 Metern mündet der von rechts kommende Blachlgraben in den Maderbauergraben. Der Maderbauergraben ändert direkt nach der Einmündung seinen Verlauf nach Südsüdwesten. Auf diesem Kurs bleibt er auch bis zu seiner Mündung. Etwa 100 Meter vor seiner Mündung verlässt der Maderbauergraben den Wald und fließt an zwei Wohnhäusern vorbei, ehe er die Landesstraße L 318, die Semriacherstraße, unterquert. Der Maderbauergraben fließt durch einen Graben, der im Westen von nach Süden streichende Ausläufer des Draxlerkogels und im Osten von südlichen Ausläufern des Semriacher Hausberges gebildet wird.
Nach gut 1,9 Kilometer langem Lauf mündet der Bach mit einem mittleren Sohlgefälle von rund 11 % etwa 224 Höhenmetern unterhalb seines Ursprungs, etwa 40 Meter südlich der Landesstraße L 318 und rund 240 Meter nordöstlich des Bauernhofes Gastbauer in den Rötschbach.
Auf seinem Lauf nimmt der Maderbauergraben den Blachlgraben sowie einen weiteren unbenannten Wasserlauf auf.